# Hochfellnberglauf
Der Hochfellnberglauf ist ein Berglauf auf den Hochfelln, den Hausberg der Gemeinde Bergen im Chiemgau. Auf einer Länge von 8,9 Kilometer müssen 1.074 Höhenmeter zurückgelegt werden.

## Geschichte
Jährlich am letzten Wochenende im September, nach der so genannten Vorbereitungsperiode für Skilangläufer und vor Beginn der Schneetrainingsmaßnahmen auf dem Dachsteingletscher, absolvierte der nordische Skinachwuchs des Skiclubs Bergen unter Anleitung von Fachübungsleiter Georg Anfang einen Konditionstest am Bergener Hausberg Hochfelln. 1974 wurde der arbeitsaufwendige Test in eine gauoffene Veranstaltung umgewandelt und der Lauf im Terminkalender des Bayerischen Skiverbands veröffentlicht.
Obwohl die Disziplin Berglauf in Deutschland wettkampfmäßig noch nicht ausgeübt wurde, nahmen auf Anhieb 80 Teilnehmer, meist in Bergschuhen und so ziemlich alle mit Skistöcken, das Angebot wahr. Die Leistungssportdisziplin Berglauf war geboren. Auf die ursprüngliche Wettkampfform, nach einer gewissen Ruhepause auch noch die Strecke Hochfelln-Kohlstatt (1674 m - 800 m) sozusagen über Stock und Stein bergab wettkampfmäßig zu bestreiten, nahm der Veranstalter nach zwei Jahren unfallfreiem Ablauf jedoch Abstand. Auch wenn die Befürworter betonten, diese Wettkampfart werde in Amerika von den Alpinen seit Jahren zur Koordinationsschulung ausgeübt, war die Mehrheit des Vereins doch der Ansicht, die Verletzungsgefahr sei zu groß, um diesen Bergab-Lauf weiter durchzuführen, bei dem der ehemalige Skiprofi Raimund Bohn vom ESV Traunstein mit 12:14,1 Minuten den Streckenrekord hielt.
Konsequent arbeitete der SC Bergen am Image der Veranstaltung. Zunächst beschränkten sich die Teilnehmer auf die Region, dann wurde bayernweit ausgeschrieben, und seit Ende der 1970er Jahre erhielt der Hochfellnberglauf auch internationalen Anstrich. Meistens trugen sich nordische Leistungssportler in die Siegerlisten ein. Später, nachdem Leichtathleten in der Mehrzahl waren und der Deutsche Leichtathletik-Verband (DLV) die Dachorganisation übernahm, wurden Skistöcke verboten. Der ganz große Durchbruch gelang den Bergenern dann mit der Verpflichtung von Patriz Ilg. Anlässlich des Antritts des Welt- und Europameisters wurde vom TV Südwestfunk eine gut halbstündige Reportage gesendet.
Fortan nahmen meist 200 Läufer teil. Mehrmals war der Hochfellnberglauf in die Rennserie Deutscher Berglaufpokal DLV eingebunden, die als Vorläufer der Deutschen Berglaufmeisterschaften galten. Im zweiten Jahr offizieller Deutscher Meisterschaften war Bergen bereits Ausrichter, 1996 ein zweites Mal. September 1989 war eine offizielle DDR-Mannschaft beim Fünf-Länderkampf Deutschland, DDR, Italien, Österreich und Italien in Bergen am Start. Sechs Aktive und zehn akkreditierte Masseure, Trainer und Betreuer begleiteten das offizielle Team.
Absoluter Höhepunkt war die Durchführung der Berglauf-Weltmeisterschaften 2000 mit 5000 Zuschauern an beiden Tagen.
Seit Anbeginn der Berglauf-Grand-Prix war der Hochfellnberglauf in die Wettkampfserie eingebunden. 1997 und 1998 als eigenständiger Organisation mit den Partnern Telfes/Österreich, Lenzerheide/Schweiz und Susa/Italien, 2001 und 2002 mit Telfes, Matterhornlauf Zermatt/Schweiz, Großglocknerlauf Heiligenblut/Österreich und Dreizinnenlauf Sexten/Italien. 1999, 2003 und 2004 wurde der Berglauf Grand Prix im Rahmen des WMRA-Grand-Prix ausgerichtet. Wegen Unstimmigkeiten mit der World Mountain Running Association (WMRA) entschied sich der Urheber des Berglauf-Grand-Prix, der Skiclub Bergen, 2005 zu einem endgültigen Ausstieg aus der Serie (I) und richtet seitdem den „Großen Preis von Deutschland“ in eigener Regie aus.
2009 wurden zum dritten Mal und 2013 zum vierten Mal die Deutschen Berglaufmeisterschaften im Rahmen des Hochfellnberglaufes ausgerichtet.

## Statistik

### Streckenrekorde
- Männer: 40:35 min, Jonathan Wyatt (NZL), 2002
- Frauen: 47:29 min, Andrea Mayr (AUT), 2008

### Siegerliste

#### Neue Strecke
| Datum         | Männer                 | Nation      | Zeit    | Frauen                   | Nation                 | Zeit    |
| ------------- | ---------------------- | ----------- | ------- | ------------------------ | ---------------------- | ------- |
| 28. Sep. 2025 |                        |             |         |                          |                        |         |
| 29. Sep. 2024 | Timotej Becan          | Slowenien   | 46:03   | Julia Ehrle              | Deutschland            | 51:09   |
| 24. Sep. 2023 | Leroux Remi            | Kanada      | 43:59   | Nina Engelhard           | Deutschland            | 48:58   |
| 25. Sep. 2022 | Manuel Innerhofer      | Österreich  | 44:58,1 | Andrea Mayr -12-         | Österreich             | 49:34,7 |
| 2021          | Filimon Abraham        | Deutschland | 43:11,6 | Andrea Mayr -11-         | Österreich             | 48:33,2 |
| 2019          | Petro Mamu Shaku -4-   | Eritrea     | 43:41,0 | Andrea Mayr -10-         | Österreich             | 49:51,1 |
| 2018          | Geoffrey Gikuni Ndungo |             | 43:48,0 | Andrea Mayr -9-          | Österreich             | 47:44,3 |
| 2017          | Antonio Toninelli      |             | 42:58,1 | Andrea Mayr -8-          | Österreich             | 47:32,8 |
| 25. Sep. 2016 | Petro Mamu Shaku -3-   | Eritrea     | 42:48,0 | Andrea Mayr -7-          | Österreich             | 48:18,8 |
| 27. Sep. 2015 | Tekle Yossief          | Eritrea     | 43:42,2 | Andrea Mayr -6-          | Österreich             | 48:24,9 |
| 28. Sep. 2014 | Petro Mamu Shaku -2-   | Eritrea     | 41:54,1 | Andrea Mayr -5-          | Österreich             | 47:30,1 |
| 29. Sep. 2013 | Petro Mamu Shaku       | Eritrea     | 41:38,7 | Silvia Olejárová         | Slowakei               | 54:09,9 |
| 30. Sep. 2012 | David Schneider -2-    | Schweiz     | 43:23,1 | Andrea Mayr -4-          | Österreich             | 47:53,1 |
| 25. Sep. 2011 | David Schneider        | Schweiz     | 43:21,5 | Susanne Mair             | Österreich             | 56:17,8 |
| 26. Sep. 2010 | Jonathan Wyatt -8-     | Neuseeland  | 43:07,0 | Andrea Mayr -3-          | Österreich             | 49:29,5 |
| 27. Sep. 2009 | Jonathan Wyatt -7-     | Neuseeland  | 42:50,0 | Andrea Mayr -2-          | Österreich             | 48:53,0 |
| 28. Sep. 2008 | Marco De Gasperi -2-   | Italien     | 41:41,8 | Andrea Mayr              | Österreich             | 47:28,2 |
| 30. Sep. 2007 | Jonathan Wyatt -6-     | Neuseeland  | 41:20,4 | Martina Strähl           | Schweiz                | 49:20,4 |
| 24. Sep. 2006 | Marco De Gasperi       | Italien     | 43:13,8 | Izabela Zatorska -3-     | Polen                  | 55:36,1 |
| 25. Sep. 2005 | Robert Krupicka        | Tschechien  | 44:24,5 | Izabela Zatorska -2-     | Polen                  | 52:51,2 |
| 26. Sep. 2004 | Jonathan Wyatt -5-     | Neuseeland  | 41:25,1 | Antonella Confortola -2- | Italien                | 51:23,0 |
| 2003          | Jonathan Wyatt -4-     | Neuseeland  | 40:51,9 | Antonella Confortola     | Italien                | 52:12,1 |
| 2002          | Jonathan Wyatt -3-     | Neuseeland  | 40:34,9 | Swetlana Demidenko -2-   | Russland               | 47:42,5 |
| 2001          | Antonio Molinari -3-   | Italien     | 42:19,7 | Swetlana Demidenko       | Russland               | 49:29,1 |
| 2000          | Jonathan Wyatt -2-     | Neuseeland  | 47:29,2 | Angela Mudge             | Vereinigtes Königreich | 49:24,1 |
| 1999          | Jonathan Wyatt         | Neuseeland  | 41:12,9 | Izabela Zatorska         | Polen                  | 51:06,3 |
| 1998          | Antonio Molinari -2-   | Italien     | 41:34,4 | Matilde Ravizza          | Italien                | 50:13,3 |
| 1997          | Helmut Schmuck         | Österreich  | 42:44,7 | Janina Saxer-Juszko      | Polen                  | 50:27,8 |
| 1996          | Antonio Molinari       | Italien     | 41:22,3 | Johanna Baumgartner -3-  |                        | 54:05,4 |
| 1995          | Pio Tomaselli -3-      | Italien     | 43:22,5 | Johanna Baumgartner -2-  |                        | 54:54,1 |
| 1994          | Ladislav Raim          | Tschechien  | 42:32,7 | Dita Hebelková           | Tschechien             | 55:03,6 |

#### Alte Strecke
| Jahr | Männer                             | Nation      | Zeit    | Frauen                | Nation             | Zeit    |
| ---- | ---------------------------------- | ----------- | ------- | --------------------- | ------------------ | ------- |
| 1993 | Peter Schatz -2-                   | Österreich  | 42:04,2 | Johanna Baumgartner   |                    | 53:11,6 |
| 1992 | Peter Schatz                       | Österreich  | 41:32,1 | Sabine Stelzmüller    | Österreich         | 49:47,7 |
| 1991 | Pio Tomaselli -2-                  | Italien     | 42:22,4 | Kazimiera Strolienė   | Litauen            | 55:58,2 |
| 1990 | Flori Stern -2-                    | Österreich  | 42:24,7 | Anna Sonnerup         | Vereinigte Staaten | 54:44,9 |
| 1989 | Flori Stern                        | Österreich  | 42:17,5 | Paula Mangold-Wolf    |                    | 57:21,2 |
| 1988 | Alfonso Vallicella                 | Italien     | 41:32,2 | Christine Fladt -5-   |                    | 54:40,1 |
| 1987 | Pio Tomaselli                      | Italien     | 41:59,8 | Christine Fladt -4-   |                    | 51:41,2 |
| 1986 | Helmut Stuhlpfarrer -3-            | Österreich  | 41:06,4 | Olivia Grüner         |                    | 49:22,8 |
| 1985 | Helmut Stuhlpfarrer -2-            | Österreich  | 40:48,1 | Christine Fladt -3-   |                    | 51:12,5 |
| 1984 | Helmut Stuhlpfarrer                | Österreich  | 42:07,1 | Christine Fladt -2-   |                    | 52:16,8 |
| 1983 | Kurt König                         |             | 42:25,1 | Christine Fladt       |                    | 50:04,8 |
| 1982 | Herbert Franke                     |             | 43:29,9 | Susanne Riermeier -8- | Deutschland        | ---     |
| 1981 | Patriz Ilg                         | Deutschland | 43:47,8 | Susanne Riermeier -7- | Deutschland        | ---     |
| 1980 | Peter Zipfel                       | Deutschland | 43:55,1 | Susanne Riermeier -6- | Deutschland        | ---     |
| 1979 | Dieter Notz                        | Deutschland | 44:37,2 | Susanne Riermeier -5- | Deutschland        | ---     |
| 1978 | Gebhard Rädler                     |             | 45:22,0 | Susanne Riermeier -4- | Deutschland        | ---     |
| 1977 | Balthasar Praschberger             | Österreich  | 46:18,2 | Susanne Riermeier -3- | Deutschland        | ---     |
| 1976 | Peter Weigt                        | Deutschland | 47:08,0 | Susanne Riermeier -2- | Deutschland        | ---     |
| 1975 | Wolfgang Müller & Wolfgang Pichler | Deutschland | 48:08,0 | Susanne Riermeier     | Deutschland        | ---     |
| 1974 | Hans Speicher                      |             | 50:33,0 | Katrin Glasl          |                    | ---     |

### Entwicklung der Finisherzahlen
| Jahr | Gesamt | davon Frauen |
| ---- | ------ | ------------ |
| 2024 | 253    | 51           |
| 2023 | 246    | 50           |
| 2022 | 163    | 33           |
| 2021 | 136    | 21           |
| 2019 | 241    | 47           |
| 2018 | 333    | 60           |
| 2017 | 242    | 41           |
| 2016 | 245    | 40           |
| 2015 | 241    | 45           |
| 2014 | 393    | 86           |
| 2013 | 519    | 105          |
| 2012 | 248    | 52           |
| 2011 | 221    | 38           |
| 2010 | 223    | 34           |
| 2009 | 372    | 70           |
| 2008 | 275    | 35           |
| 2007 | 208    | 35           |
| 2006 | 185    | 23           |
| 2005 | 175    | 24           |
| 2004 | 219    | 33           |